# Vienne la pluie
Singles de Daniel Balavoine
Évelyne et moi
(1975) Lady Marlène
(1977)
Vienne la pluie est une chanson écrite, composée et interprétée par Daniel Balavoine en 1975.
Second 45 tours du chanteur (alors âgé de 23 ans) sous le label Barclay Records après Évelyne et moi, il ne figure sur aucun album (son premier album De vous à elle en passant par moi fut un échec). La chanson passera inaperçue.